# Allobates femoralis
Allobates femoralis är en groddjursart som först beskrevs av George Albert Boulenger 1884.  Allobates femoralis ingår i släktet Allobates och familjen Aromobatidae. IUCN kategoriserar arten globalt som livskraftig. Inga underarter finns listade i Catalogue of Life.

## Bildgalleri

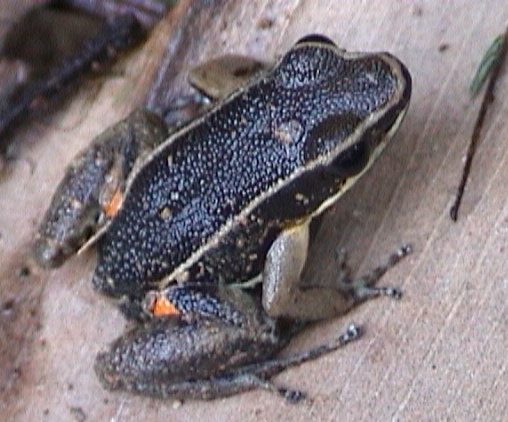
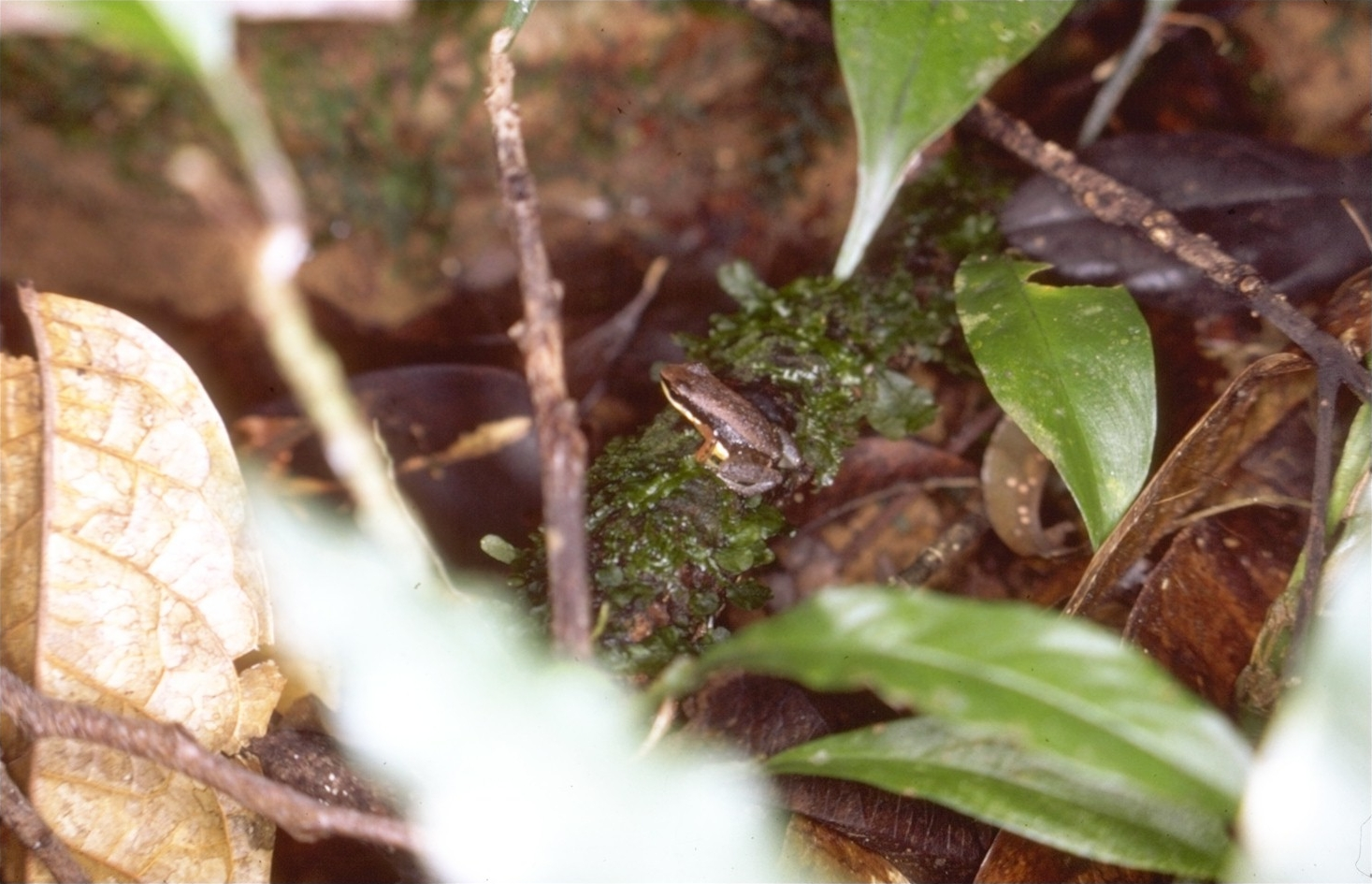
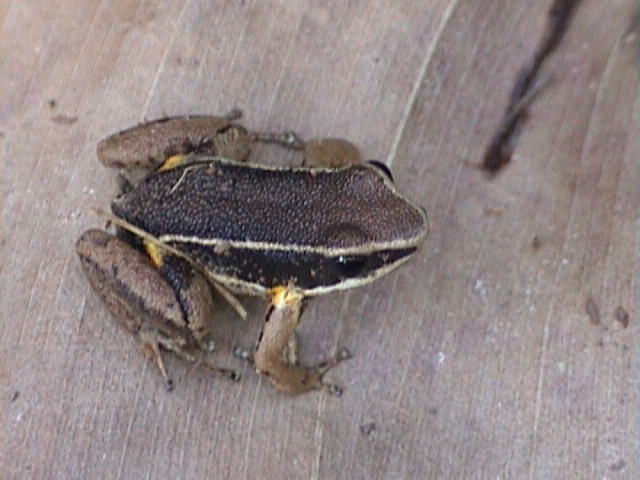
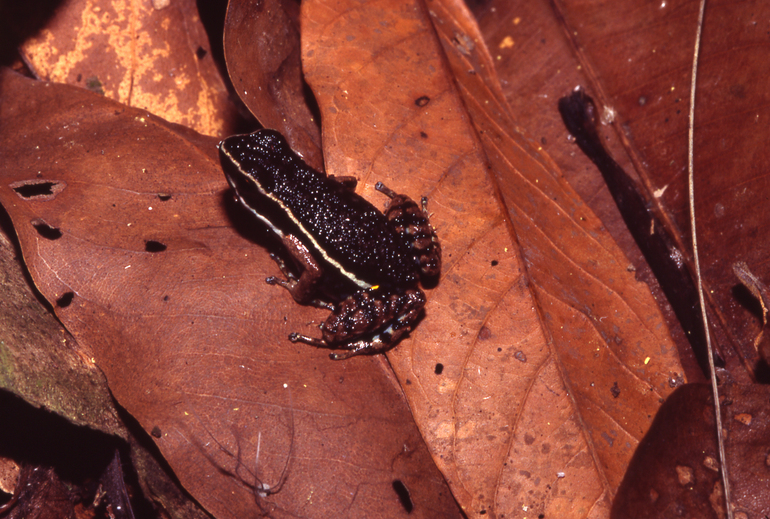
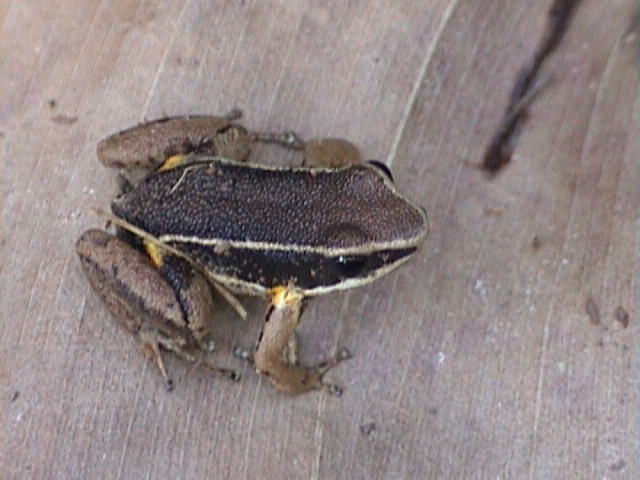